# Fiumefreddo (fiume)
Il Fiumefreddo è un corso d'acqua della Sicilia.

## Percorso
Il corso d'acqua, di appena 2.250 metri, sorge nella piccola pianura costiera, a est della cittadina di Fiumefreddo di Sicilia, in provincia di Catania. Il fiume è alimentato da due sorgenti: la principale è chiamata in lingua siciliana Quadara grande (ovvero grande pentola), ed è costituita da un insieme di piccole sorgenti che affiorano dal terreno intriso d'acqua del pantano; la seconda, Capo dell'acqua, che è la più lontana dal mare e di minore portata alimenta un ramo minore del fiume. L'origine delle acque sorgive è senz'altro dovuta all'affioramento delle acque della falda etnea. 

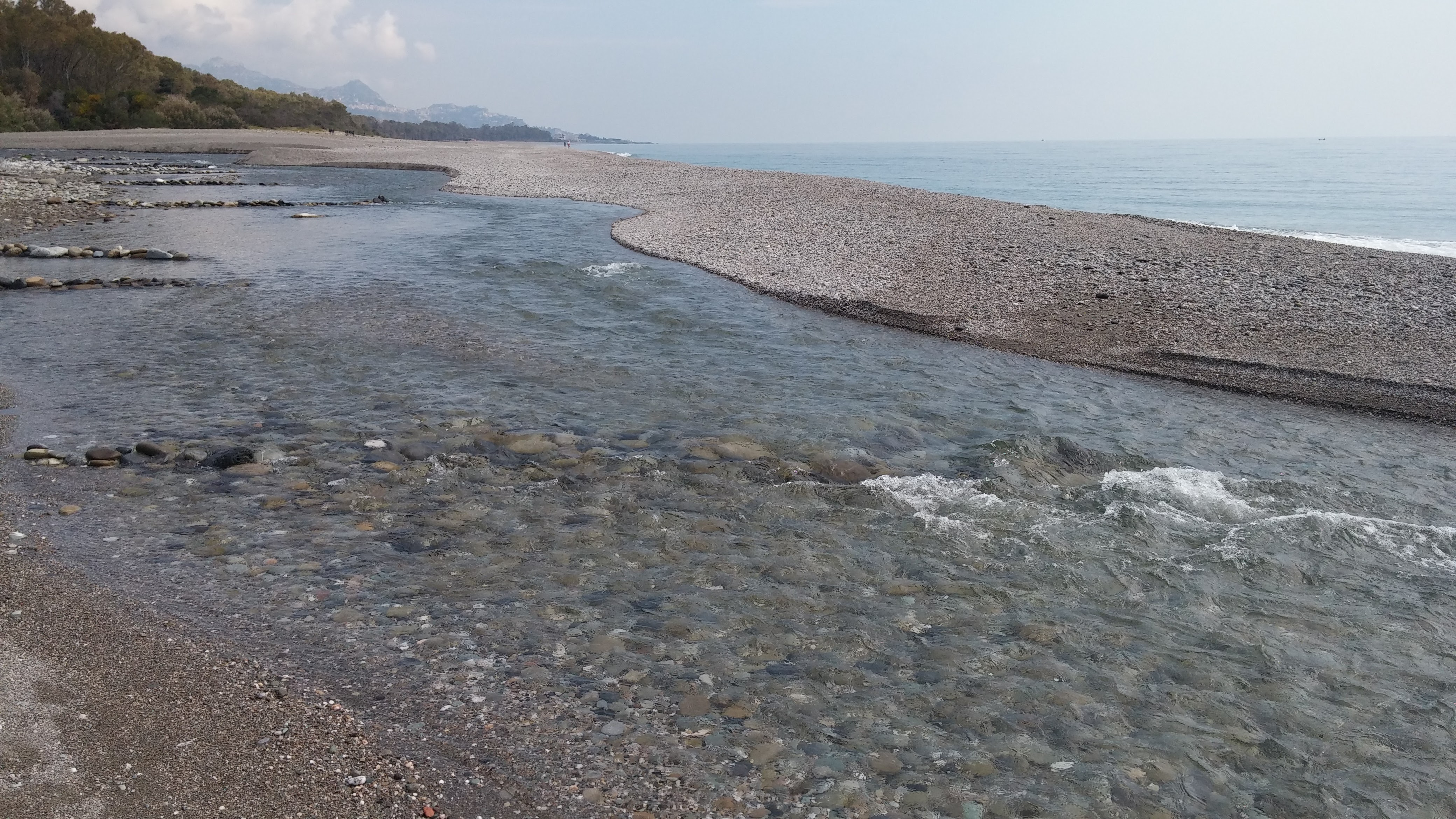

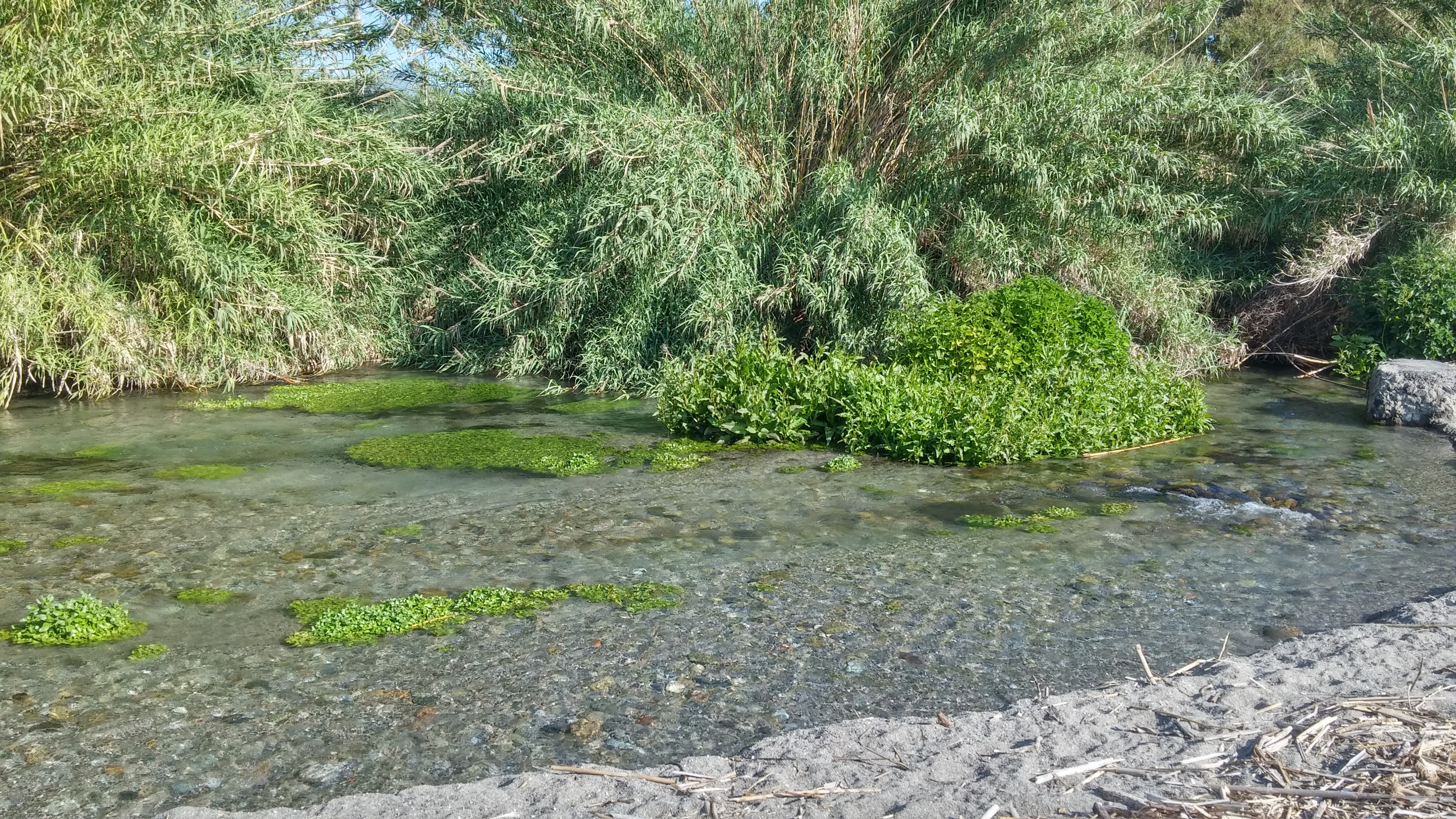

## Caratteristiche
Nei tempi passati il sistema palustre sito sulla zona costiera orientale etnea, a ridosso del litorale tra Riposto e Fiumefreddo era molto più esteso. Le bonifiche, dal XIX secolo agli anni cinquanta, e il prelievo d'acqua a scopo irriguo hanno prodotto la riduzione dell'area umida.
È uno dei due luoghi europei dove cresce il papiro; l'altro è rappresentato da Siracusa, dove il papiro cresce presso le rive del fiume Ciane e all'interno della Fonte Aretusa.